# Kolumbijski kultivirani krajolici kave
Kolumbijski kultivirani krajolici kave (španjolski: Eje cafetero za "Osovina kave"), poznati i kao Trokut kave (šp. Triángulo del Café) je dio područja Paisa koje pripada zašadnim kolumbijskim departmanima Caldas, Quindío i Risaralda, koji su najmanji departmani u Kolumbiji ukupne površine od 13.873 km², što je tek 1,2% ukupnog državnog teritorija. Ovo područje je najpoznatije po uzgoju i proizvodnji kave koja se smatra za najbolju na svijetu. U njemu se nalazi šest plantaža kave i 18 urbanih središta u podnožju Anda koji se već stotinu godina bave uzgojem kave na malenim placevima u teškim planinskim uvjetima između gustih šuma. Njihova urbana središta (kao što su glavni gradovi spomenutih departmana: Manizales, Pereira i Armenia), na malim visoravnima iznad zasada kave na padinama, se odlikuju tzv. "antiokijskom arhitekturom" (lokalna španjolska kolonijalna arhitektura) gdje na nekim područjima na zidovima dominiraju klipovi kukuruza i pletena trska, dok su krovovi pokriveni glinenim pločicama.
God. 2011., Kolumbijski kultivirani krajolici kave su upisani na UNESCO-ov popis mjesta svjetske baštine u Amerikama kao "izvanredan primjer jedinstvenog održivog uzoja i proizvodnje snažne tradicije koja je postala simbolom uzgoja kave u svijetu".. 
Pema popisu stanovništva iz 2005. godine ovo područje od 141.120 hektara je imalo 2.291.195 stanovnika.
- Salento (Quindío), slikovito središte uzgoja kave
- Muzej kave u Nacionalnom parku kave (Quindío)

## Poveznice
- Arheološki krajolik prvih plantaža kave na Kubi

## Vanjske poveznice
- Službeni portal područja kave  Arhivirana inačica izvorne stranice od 14. travnja 2011. (Wayback Machine) (engl.)
- Turistički vodič  Arhivirana inačica izvorne stranice od 31. svibnja 2011. (Wayback Machine) (engl.)